# City to City (album)
City to City is het tweede soloalbum van Gerry Rafferty.
Na de breuk van Stealers Wheel werd het stil rond Gerry Rafferty. De ruzie met Joe Egan was niet een, twee, drie bijgelegd. Stealers Wheel had wel enkele hitjes gehad met bijvoorbeeld Stuck in the middle with you, maar een echte doorbraak kwam er niet. Als een donderslag bij heldere hemel volgde in het voorjaar van 1978 City to City. De titel verwijst naar het heen en weer reizen tussen Londen en de omgeving van Glasgow (thuisbasis van Rafferty). De verkoop van het album verliep voorspoedig na het succes van de singles City to City en later Baker Street. Een andere single, Right down the line, deed het voornamelijk goed in de Verenigde Staten, waar het nummer 1 werd in de Easy listeninglijst. Het album zelf bracht het eveneens tot nummer 1, in de Billboard 200. In het Verenigd Koninkrijk haalde het een zesde plaats. In Nederland hield het album 40 weken stand met nummer 4 als hoogste positie.
Het album is opgenomen in de Chipping Norton Studio. Onder leiding van Rafferty’s vaste producent Hugh Murphy passeerde een leger musici.

## Musici
- Gerry Rafferty – zang, achtergrondzang, gitaar

met:
- Gary Taylor – basgitaar, achtergrondzang 4
- Henry Spinetti – slagwerk
- Hugh Burns – gitaar 2 3 4 5 8 9 10
- Tommy Eyre – piano 1 3 6 7 8, elektrische piano 5 9 10, vleugel 5, Moog 2 5 7 8, orgel 3 9 10, andere toetsinstrumenten 2 4, arrangement 10
- Graham Preskett – fiddles 1 4 6 10, arrangementen voor strijkers 2 6 8, stringsynthesizer 5 6, koperarrangement 6, mandoline 1

aangevuld met
- Jerry Donahue – gitaar 1
- Glen LeFleur – tamboerijn 1 5, percussie 2 3 10, slagwerk 9
- Barbara Dickson – achtergrondzang 1 7
- Liam Genockey - slagwerk 2
- Nigel Jenkins – gitaar 2 8
- Raphael Ravenscroft – saxofoon 2 9
- Brian Cole – steel guitar 3 4 5 9, dobro 6
- Roger Brown – achtergrondzang 4
- Vivian McAuliff – achtergrondzang 4
- John McBurnie – achtergrondzang 4
- Rab Noakes – achtergrondzang 4
- Paul Jones – harmonica 4
- Hugh Murphy – tamboerijn 4
- Micky Moody – akoestische gitaar 5
- Willy Ray – accordeon 6 9
- Joanna Carlin – achtergrondzang 7
- Andy Fairweather-Low – slaggitaar 10

## Muziek
Alle door Rafferty:

| Nr. | Titel                            | Duur |
| --- | -------------------------------- | ---- |
| 1.  | The ark                          | 5:36 |
| 2.  | Baker Street                     | 6:01 |
| 3.  | Right down the line              | 4:20 |
| 4.  | City to city                     | 4:51 |
| 5.  | Stealin' time                    | 5:39 |
| 6.  | Mattie's rag                     | 3:28 |
| 7.  | Whatever's written in your heart | 6:30 |
| 8.  | Home and dry                     | 4:52 |
| 9.  | Island                           | 5:04 |
| 10. | Waiting for the day              | 5:26 |

## Hitnotering

### NederlandseAlbum Top 100
| Hitnotering: 25-02-1978 t/m 25-11-1978 | Hitnotering: 25-02-1978 t/m 25-11-1978 | Hitnotering: 25-02-1978 t/m 25-11-1978 | Hitnotering: 25-02-1978 t/m 25-11-1978 | Hitnotering: 25-02-1978 t/m 25-11-1978 | Hitnotering: 25-02-1978 t/m 25-11-1978 | Hitnotering: 25-02-1978 t/m 25-11-1978 | Hitnotering: 25-02-1978 t/m 25-11-1978 | Hitnotering: 25-02-1978 t/m 25-11-1978 | Hitnotering: 25-02-1978 t/m 25-11-1978 | Hitnotering: 25-02-1978 t/m 25-11-1978 | Hitnotering: 25-02-1978 t/m 25-11-1978 | Hitnotering: 25-02-1978 t/m 25-11-1978 | Hitnotering: 25-02-1978 t/m 25-11-1978 | Hitnotering: 25-02-1978 t/m 25-11-1978 | Hitnotering: 25-02-1978 t/m 25-11-1978 | Hitnotering: 25-02-1978 t/m 25-11-1978 | Hitnotering: 25-02-1978 t/m 25-11-1978 | Hitnotering: 25-02-1978 t/m 25-11-1978 | Hitnotering: 25-02-1978 t/m 25-11-1978 | Hitnotering: 25-02-1978 t/m 25-11-1978 | Hitnotering: 25-02-1978 t/m 25-11-1978 |
| Week:                                  | 1                                      | 2                                      | 3                                      | 4                                      | 5                                      | 6                                      | 7                                      | 8                                      | 9                                      | 10                                     | 11                                     | 12                                     | 13                                     | 14                                     | 15                                     | 16                                     | 17                                     | 18                                     | 19                                     | 20                                     | 21                                     |
| -------------------------------------- | -------------------------------------- | -------------------------------------- | -------------------------------------- | -------------------------------------- | -------------------------------------- | -------------------------------------- | -------------------------------------- | -------------------------------------- | -------------------------------------- | -------------------------------------- | -------------------------------------- | -------------------------------------- | -------------------------------------- | -------------------------------------- | -------------------------------------- | -------------------------------------- | -------------------------------------- | -------------------------------------- | -------------------------------------- | -------------------------------------- | -------------------------------------- |
| Positie:                               | 36                                     | 21                                     | 11                                     | 8                                      | 7                                      | 7                                      | 9                                      | 10                                     | 12                                     | 9                                      | 9                                      | 7                                      | 5                                      | 7                                      | 4                                      | 4                                      | 7                                      | 11                                     | 8                                      | 11                                     | 11                                     |
| Week:                                  | 22                                     | 23                                     | 24                                     | 25                                     | 26                                     | 27                                     | 28                                     | 29                                     | 30                                     | 31                                     | 32                                     | 33                                     | 34                                     | 35                                     | 36                                     | 37                                     | 38                                     | 39                                     | 40                                     |                                        |                                        |
| Positie:                               | 14                                     | 14                                     | 16                                     | 18                                     | 22                                     | 24                                     | 29                                     | 29                                     | 31                                     | 37                                     | 39                                     | 44                                     | 46                                     | 41                                     | 46                                     | 42                                     | 35                                     | 37                                     | 50                                     | uit                                    |                                        |